# Matías Garrido
Matías Garrido (San Juan, 2 febbraio 1986) è un ex calciatore argentino, di ruolo centrocampista.